# Aprostocetus dezhnevi
Aprostocetus dezhnevi är en stekelart som först beskrevs av Kostjukov 1990.  Aprostocetus dezhnevi ingår i släktet Aprostocetus och familjen finglanssteklar. Inga underarter finns listade i Catalogue of Life.